# Дом на улице Замойского, 12
Дом на улице Замойского, 12 (пол. Dworek przy ul. Zamoyskiego 12) — дом, находящийся на улице Замойского, 12 в краковском районе Подгуже, Польша. Памятник культуры Малопольского воеводства.
Дом был построен в конце XVIII века. В первой половине XIX века дом был гостиницей на границе между Краковом и Австро-Венгрией. До 70-х годов XX столетия дом принадлежал роду Михаликов. Позднее польский актёр Станислав Михалик продал дом семье польского архитектора Виктора Зина.
22 августа 1984 года здание было внесено в реестр памятников культуры Малопольского воеводства (№ А-658).